# Cienie zapomnianych przodków (film)
Cienie zapomnianych przodków – ukraiński film z 1964 roku w reżyserii Siergieja Paradżanowa, ekranizacja noszącej ten sam tytuł powieści Mychajła Kociubyńskiego.
Podobnie jak tekst Kociubyńskiego, niegdyś zakazany film Paradżanowa był próbą wejścia w duchowy świat Hucułów – jednej z najstarszych grup etnicznych Karpat, pasterzy kultywujących tradycyjny styl życia i będących aż do XX wieku żywym reliktem archaicznej kultury. Pełne mistyki, symboliki religijnej i narodowej dzieło stanowiło wyłom w zdominowanej przez ideologię kinematografii radzieckiej. Film przyniósł Paradżanowowi międzynarodowe uznanie i przybliżył światowej kulturze piękno oryginalnych huculskich tradycji, muzyki i wierzeń ludowych. Obraz jest powszechnie uważany za arcydzieło kinematografii. Film znanego już wówczas Paradżanowa stał się legendą, wpłynął inspirująco na rozwój sztuki filmowej w ZSRR i na Ukrainie.

## Opis fabuły
W niewielkiej huculskiej wsi w Karpatach młody chłopak Iwan zakochuje się w Mariczce – córce człowieka, który zabił jego ojca. Iwan i Mariczka znali się już od dzieciństwa, a ich rodziny żywiły do siebie od zawsze wielką wrogość. Po śmierci ojca Iwan zmuszony jest opuścić wieś i podjąć pracę jako parobek. Podczas jego nieobecności Mariczka, próbując uratować zagubioną owcę, wpada do rwącego nurtu rzeki i ginie.
Iwan wraca do wsi i wpada w rozpacz po ujrzeniu ciała Mariczki. W jego życiu nie ma radości póki nie spotyka innej kobiety, Pałagny. Iwan i Pałagna biorą ślub. Odbywa się tradycyjne huculskie wesele, podczas którego, zgodnie z pradawną huculską tradycją, nowożeńcy mają zawiązane oczy i związani są jarzmem. Małżeństwo nie daje jednak parze radości, gdyż Iwan owładnięty jest wspomnieniami o swej dawnej ukochanej. Odtrącona przez męża Pałagna angażuje się w romans z molfarem (czarownikiem) Jurą. Iwan coraz bardziej pogrąża się w świecie swych przeżyć wewnętrznych.
Odkrycie romansu Jury i Pałagny wzbudza w Iwanie poczucie głębokiego osamotnienia. Po bójce z kochankiem żony śmiertelnie ugodzony w głowę Iwan udaje się do lasu, gdzie spotyka zjawę o wyglądzie Mariczki. Podąża za nią i umiera w chwili, gdy próbuje dotknąć swojej ukochanej. Ostatnią sceną filmu jest tradycyjny huculski pogrzeb Iwana, w trakcie którego wokół trumny odbywają się radosne zabawy.

## Film jako przykład ukraińskiego kina poetyckiego
Film jest przykładem ukraińskiego kina poetyckiego, które powstało podczas tak zwanej odwilży, zapoczątkowanej przez Nikitę Chruszowa. Był to specyficzny kierunek w narodowej kinematografii, który wyróżniał się między innymi szczególnym sposobem montażu, wieloznacznością, szerokim wykorzystaniem motywów zaczerpniętych z folkloru.
Podobnie jak i w innych filmach należących do tego nurtu, w „Cieniach zapomnianych przodków” szeroko wykorzystano symbole, również o pochodzeniu ludowym. Uwagę przyciąga zwłaszcza obraz owcy (jako symbolu straty życiowej, śmierci) oraz kozicy (będącej symbolem nieosiągalnego szczęścia). Czas filmowy odmierzany jest porami roku i porami życia głównego bohatera; jego konstrukcja oparta jest na porządku rytualnym. Historię głównego bohatera pokazano jako konsekwentny ciąg zdarzeń stanowiących kluczowe elementy życia: dzieciństwo–młodość–inicjacja–ślub–śmierć (przy czym znaczące są dwie sceny obmywania Iwana, które upodobniają się do siebie pod względem symbolicznym – obmywanie przed weselem i po śmierci, symbolizujące z jednej strony pożegnanie z życiem dotychczasowym, a z drugiej strony – pożegnanie z życiem w ogóle).
W wielu epizodach widoczne są rysy poetyki surrealistycznej, zwłaszcza wtedy, gdy ukazane zostaje działanie podświadomości bohaterów, którzy znajdują się na pograniczu życia i śmierci. W momencie, gdy od uderzenia w głowę ginie ojciec Iwana, jego wzrok wewnętrzny widzi sylwetki przebiegających powoli czerwonych koni. Gdy podobne uderzenie staje się przyczyną agonii Iwana, ten w strasznym półśnie zanurza się w świecie zmarłych, w którym spotyka swą ukochaną Mariczkę.
Zaczerpnięte z mitologii huculskiej elementy nadprzyrodzone, którymi „Cienie zapomnianych przodków” są przesycone, nie mają w filmowym świecie przedstawionym wyraźnego zabarwienia fantastycznego – są one organiczną częścią składową świata bohaterów, którzy nabywają nowego wcielenia czy magicznych właściwości w zależności od przedstawionej sytuacji. Kosmos utworu zbudowany jest wokół postaci głównego bohatera. Świat jego przeżyć wewnętrznych powiązany jest z odpowiednią gamą kolorystyczną. Czyste kolory karpackiej przyrody towarzyszą bohaterowi tylko wtedy, gdy zachowuje on równowagę emocjonalną, natomiast okres jego degeneracji i kilkuletniej depresji pokazany jest na taśmie czarno-białej.
Odpowiednim przełomowym wydarzeniom z życia Iwana odpowiadają nawet w przybliżeniu pory roku – miłość do Mariczki rozgrywa się na tle pysznych krajobrazów lata, rozpacz po jej śmierci i śmierć samego Iwana następuje na tle krajobrazu zimowego.

## Strona dźwiękowa filmu
Twórcy ukraińskiego kina poetyckiego nie traktowali dialogów jako niezbędnej części filmu. Dialogiem stała się natomiast warstwa muzyczna, która niejednokrotnie pełniła funkcję języka, którym porozumiewali się ze sobą bohaterowie. W „Cieniach zapomnianych przodków” tę rolę pełniły zwłaszcza kołomyjki, wyrażające miłość Mariczki do Iwana językiem muzycznym. Najważniejsze miejsce w filmie zajmuje huculski folklor muzyczny w wykonaniu autentycznych jego twórców. Huculskimi motywami muzycznymi przepełnił film kompozytor Myrosław Skoryk.
Widz filmu mógł zanurzyć się w autentyczny świat Karpat również dzięki zachowaniu w wypowiedziach bohaterów cech charakterystycznych gwary huculskiej. Nie zawsze zrozumiały dla widza ukraińskojęzycznego dialekt nadaje światu przedstawionemu w filmie cech archaiczności, oddalenia i pozaczasowości.

## Wykorzystanie folkloru

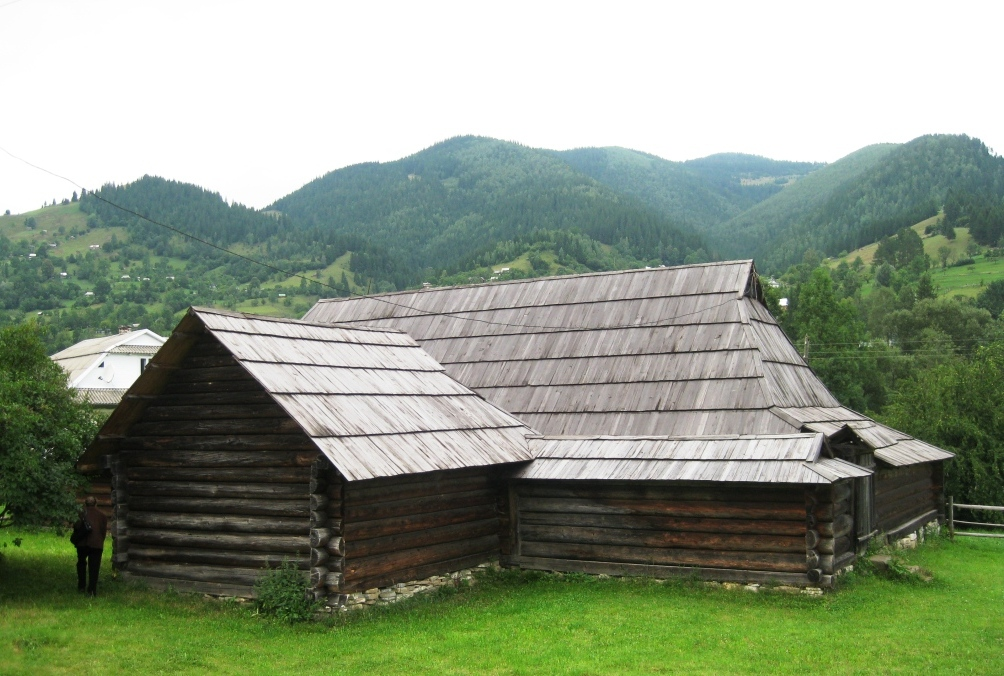
Huculska chata we wsi Krzyworównia – miejsce zdjęć do filmu „Cienie zapomnianych przodków”

Twórcy filmu zadbali o wierne odtworzenie kultury i obrzędowości huculskiej. Bohaterowie filmu ubrani są w autentyczne huculskie stroje, takie jak hunie (kożuchy), postoły (buty), kapczary (ciepłe skarpety), czeresy (pasy męskie). Zwracają uwagę charakterystyczne nakrycia głowy (na przykład czilci Pałagny w trakcie wesela czy uplitki Mariczki).
Bardzo wiele elementów zaczerpnięto z huculskiego folkloru muzycznego. W całym filmie wykorzystywane są kołomyjki, będące podstawową formą piosenkową Hucułów. Ich zawartość różni się w zależności od zawartości fabularnej (w filmie występują takie rodzaje kołomyjek jak kołomyjka-kronika, kołomyjka miłosna, kołomyjka dziecięca). We fragmentach związanych ze świętami zimowymi kilkukrotnie pojawiają się kolędy, a w scenach weselnych – ładkannia (pieśni weselne).
W filmie wykorzystano wiele charakterystycznych dla Huculszczyzny instrumentów muzycznych – drymba (drumla), trembita, flojara, kałataczka, duda i inne.
Fragmentarycznie przedstawione są obrzędy kalendarzowe i rodzinno-bytowe.